# 克隆那烏斯
克隆那烏斯，是羅德島的海軍將領。在希俄斯島戰役中，他擔任特俄菲利克斯的副手，在特俄菲利克斯因傷身亡後，他成為艦隊司令。前201年，當克隆那烏斯率領艦隊準備回羅德島，但在萊德島戰役中遭到馬其頓腓力五世的艦隊擊敗。